# Satyria latifolia
Satyria latifolia är en ljungväxtart som beskrevs av A. C. Smith. Satyria latifolia ingår i släktet Satyria och familjen ljungväxter. Inga underarter finns listade i Catalogue of Life.